# バブヤン諸島

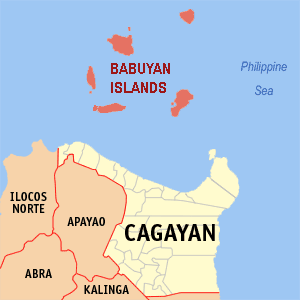
バブヤン諸島、右下の大きな島はカミギン島、反時計回りに北はバブヤン島、西はカラヤン島とダルピリ島、南はフガ島。

バブヤン諸島（バブヤンしょとう、Babuyan Islands）はフィリピン北部、ルソン島の北のルソン海峡に浮かぶ群島である。バブヤン諸島は、行政上はルソン島北部のカガヤン・バレー地方（Cagayan Valley, Region II）のカガヤン州に属している。人口は1万5千人ほど。

## 地理
ルソン海峡はバブヤン諸島をはさんで二つに分かれており、ルソン島との間はバブヤン海峡、バブヤン諸島の北にあるバタン諸島との間はバリンタン海峡という。

## 概要
バブヤン諸島を構成する主要な島は五つである。
- バブヤン島（Babuyan）
- カラヤン島（Calayan、en:Calayan, Cagayan）
- カミギン島[1]（Camiguin）
- ダルピリ島（Dalupiri）
- フガ島（Fuga）

## 住民
イロカノ語を話すイロカノ人が住んでいる。